# Communauté de communes de Pornic
La communauté de communes de Pornic était une intercommunalité française, située dans le département de la Loire-Atlantique (région Pays de la Loire). Elle fut dissoute le 31 décembre 2016.

## Historique
La communauté de communes de Pornic a été créée le 1er janvier 2002.
Depuis le 1er janvier 2016, la commune d'Arthon-en-Retz a fusionné avec la commune de Chéméré, adhérente de la communauté de communes Cœur Pays de Retz, au sein de la commune nouvelle de Chaumes-en-Retz. Cependant, ces communes (devenues « communes déléguées ») resteront membres de leurs intercommunalités respectives jusqu'au 31 janvier 2016, date à laquelle la commune nouvelle doit décider à quelle intercommunalité elle souhaite adhérer. Lors de son premier conseil municipal, le 10 janvier 2016, la commune de Chaumes-en-Retz opte pour la communauté de communes de Pornic. Le 20 décembre 2016, par arrêté préfectoral du 6 octobre 2016, la commune de Chaumes-en-Retz intègre donc provisoirement dans son intégralité à la Communauté de communes de Pornic.
En effet, après plusieurs mois de négociations, les conseillers communautaires de ces deux intercommunalités ont décidé de leur fusion le 13 juin 2016 au sein d'une communauté d'agglomération baptisée « Pornic Agglo Pays de Retz » qui a vu le jour le 1er janvier 2017, officialisé par arrêté préfectoral du 9 novembre 2016.

## Territoire communautaire

### Composition
La communauté de communes de Pornic se composait de huit communes :
| Nom                    | Code Insee | Gentilé      | Superficie (km2) | Population (dernière pop. légale) | Densité (hab./km2) |
| ---------------------- | ---------- | ------------ | ---------------- | --------------------------------- | ------------------ |
| Pornic (siège)         | 44131      | Pornicais    | 94,18            | 14 578 (2014)                     | 155                |
| Chaumes-en-Retz        | 44005      | Calmetiens   | 76,55            | 6 595 (2014)                      | 86                 |
| La Bernerie-en-Retz    | 44012      | Berneriens   | 6,09             | 2 723 (2014)                      | 447                |
| Chauvé                 | 44038      | Chauvéens    | 40,98            | 2 699 (2014)                      | 66                 |
| Les Moutiers-en-Retz   | 44106      | Monastériens | 9,58             | 1 565 (2014)                      | 163                |
| La Plaine-sur-Mer      | 44126      | Plainais     | 16,39            | 4 018 (2014)                      | 245                |
| Préfailles             | 44136      | Préfaillais  | 4,88             | 1 212 (2014)                      | 248                |
| Saint-Michel-Chef-Chef | 44182      | Michelois    | 25,12            | 4 627 (2014)                      | 184                |

### Démographie
| 2010   | 2013   |
| ------ | ------ |
| 33 783 | 34 787 |

## Administration

### Élus
| Attributions                                 | Identité       | Qualité                              |
| -------------------------------------------- | -------------- | ------------------------------------ |
| Développement durable et environnement       | Michel Bahuaud | Maire de La Plaine-sur-Mer           |
| Aménagement du territoire                    | Joseph Laigre  | Maire d'Arthon-en-Retz               |
| Jeunesse, sports et animation                | Thierry Dupoué | Maire de La Bernerie-en-Retz         |
| Culture, enseignement et patrimoine          | Irène Geoffroy | Maire de Saint-Michel-Chef-Chef      |
| Eau et littoral                              | Claude Caudal  | Maire de Préfailles                  |
| Affaires sociales, logement et accessibilité | Pierre Martin  | Maire de Chauvé                      |
| Finances et commandes publiques              | Claire Hugues  | Première adjointe au maire de Pornic |

### Liste des présidents
| Période      | Période       | Identité          | Étiquette | Qualité                       |
| ------------ | ------------- | ----------------- | --------- | ----------------------------- |
| février 2002 | avril 2014    | Philippe Boënnec  | UMP       | Maire de Pornic (1993 → 2014) |
| avril 2014   | décembre 2016 | Jean-Michel Brard | DVD       | Maire de Pornic (2014 → )     |